# المسألة البولندية

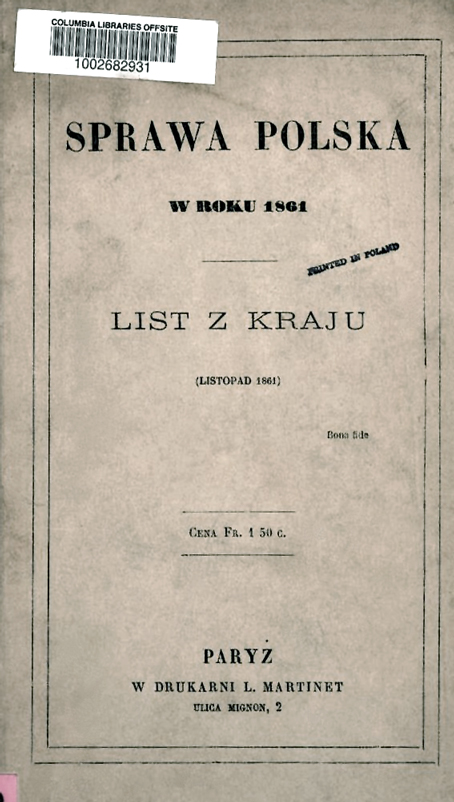
غلاف الكتاب Sprawa polska w roku 1861. قائمة z kraju (Listopad 1861). اللغة الإنجليزية: السؤال البولندي في عام 1861. رسالة من الوطن (نوفمبر 1861) نشرت باللغة البولندية من قبل دار نشر مارتينيت، باريس

المسألة البولندية (بالبولندية: kwestia polska)‏ أو (بالبولندية: sprawa polska)‏ في السياسة الدولية، وجود بولندا كدولة مستقلة. أثيرت بعد فترة وجيزة من تقاسم بولندا في أواخر القرن الثامن عشر، وأصبحت مسألة حالية في الدبلوماسية الأوروبية والأمريكية طوال القرن التاسع عشر وأجزاء من القرن العشرين. يلاحظ المؤرخ نورمان ديفيز أن المسألة البولندية هو العدسة الأساسية التي من خلالها تناقش معظم تاريخ أوروبا وتاريخ بولندا، وكانت واحدة من أكثر المواضيع شيوعًا في السياسة الأوروبية منذ ما يقرب من قرنين. كان السؤال البولندي موضوعًا رئيسيًا في جميع مؤتمرات السلام الأوروبية الكبرى: في مؤتمر فيينا عام 1815، ومؤتمر فرساي في عام 1919، ومؤتمر يالطا ومؤتمر بوتسدام في عام 1945. وكما يلاحظ بيوتر وانديكز، «ما كان بالنسبة إلى البولنديين هو السبب البولندي، أما بالنسبة للعالم الخارجي فكانت المسألة البولندية».

## التاريخ
بعد تقاسم بولندا أواخر القرن الثامن عشر في بولندا، لم يعد الكومنولث البولندي الليتواني موجودًا، حيث قسم بين الإمبراطورية النمساوية والمملكة البروسية والإمبراطورية الروسية. أصبح مسح بولندا من خريطة أوروبا مفتاحًا للحفاظ على توازن القوى الأوروبي على مدار القرن المقبل. بدأ استخدام مصطلح «السؤال البولندي» بعد ذلك بوقت قصير، حيث اهتمت بعض القوى العظمى بزعزعة هذا الوضع الراهن، على أمل الاستفادة من استجمام الدولة البولندية، بدءً من فرنسا بقيادة نابليون بونابرت، الذي اعتبر البولنديين مجندين مفيدين له الحروب مع قوات الاحتلال البولندية. تم سماع مصطلح «السؤال البولندي» مرة أخرى بعد انتفاضة نوفمبر الفاشلة في عام 1831، خلال «الربيع الأوروبي» في 1848-1849، ومرة أخرى بعد انتفاضة يناير الفاشلة في عام 1863، التي قام فيها البولنديون والليتوانيون تمردوا ضد الإمبراطورية الروسية، في محاولة لاستعادة استقلال بلادهم. في عصر القومية المتصاعدة، اكتسبت مسألة ما إذا كان ينبغي استعادة بولندا المستقلة، وكذلك ماذا يعني أن تكون قطبًا، سمعة سيئة. في العقود التي تلت ذلك، أصبح المصطلح أقل استخدامًا، حيث لم تحدث انتفاضات كبرى جديدة في بولندا لجذب انتباه العالم. تم تخفيف المشكلة أكثر من حقيقة أن سلطات التقسيم الثلاث كانت حليفة مشتركة لأكثر من قرن (راجع عصبة الأباطرة الثلاثة)، ودبلوماسيتهم نجحت في إبقاء القضية مكبوتة بحيث لم يظهر أي حل جدي في الأفق. من بين سلطات التقسيم الثلاث، كانت قضية بولندا بالنسبة إلى بروسيا مسألة ذات أهمية أساسية، لأن وجود بروسيا كان مرتبطًا بالدولة البولندية التي تم القضاء عليها.
عاودت المسألة البولندية بالظهور بالقوة خلال الحرب العالمية الأولى، عندما قاتلت قوى التقسيم بعضها البعض، مما دفعهم إلى محاولة محاكمة مواطنيهم البولنديين. في مذكرته المؤرخة 20 يناير 1914، اقترح وزير الخارجية الروسي سازونوف استعادة مملكة بولندا المتمتعة بالحكم الذاتي مع اللغة البولندية المستخدمة في المدارس والإدارة المحلية، والتي سيتم ضمها شرق سيليزيا وغاليسيا الغربية وشرق بوزنان بعد الحرب، وفي 16 أغسطس 1914، أقنع القيصر بضرورة أن تسعى روسيا إلى إعادة دمج دولة بولندية موحدة كأحد أهدافها في الحرب.
في عام 1916، وعدت ألمانيا، بموجب قانون 5 نوفمبر، علنا بإنشاء مملكة ريجنسي في بولندا، بينما تخطط سرا لضم ما يصل إلى 35000 كيلومتر مربع من أراضيها وتطهير عرقي يصل إلى 3 ملايين بولندي ويهودي لإفساح المجال أمام المستوطنون الألمان بعد الحرب. تسبب هذا في تعليق البرلمان الفرنسي على أن البيان «ختم السؤال البولندي بطابع دولي». احتجت روسيا على هذه الخطوة، حيث رأت أن الدولة البولندية الخاصة بها، أو مملكة الكونغرس (أو فيستولا لاند) هي «بولندا» الوحيدة التي تهم. ومع ذلك، سرعان ما تبع الروس الخطوة الألمانية ووعدوا البولنديين بزيادة الحكم الذاتي. ذكر هذا العرض في الولايات المتحدة في خطاب وودرو ويلسون «السلام بلا انتصار» لعام 1917. تم حل المسألة البولندية مؤقتًا مع استعادة استقلال بولندا بعد الحرب العالمية الأولى.
أصبح المصطلح مرة أخرى ذات الصلة خلال الحرب العالمية الثانية، كما هو الحال بعد الغزو الألماني لبولندا، أصبح بولندا المحتلة مستقلة مرة أخرى بعد نقاش بين القوى العظمى في ذلك الوقت، وهي المملكة المتحدة والولايات المتحدة والاتحاد السوفيتي.
تم استخدام المصطلح أيضًا في وقت لاحق من القرن العشرين، في الثمانينيات من القرن الماضي خلال فترة سوليدارنو، عندما ناضل نشطاء المعارضة لتحرير جمهورية بولندا الشعبية من الكتلة السوفيتية الشيوعية.